# Place Émile-Lécrivain
La place Émile-Lécrivain est une importante place de Rosny-sous-Bois.

## Situation et accès

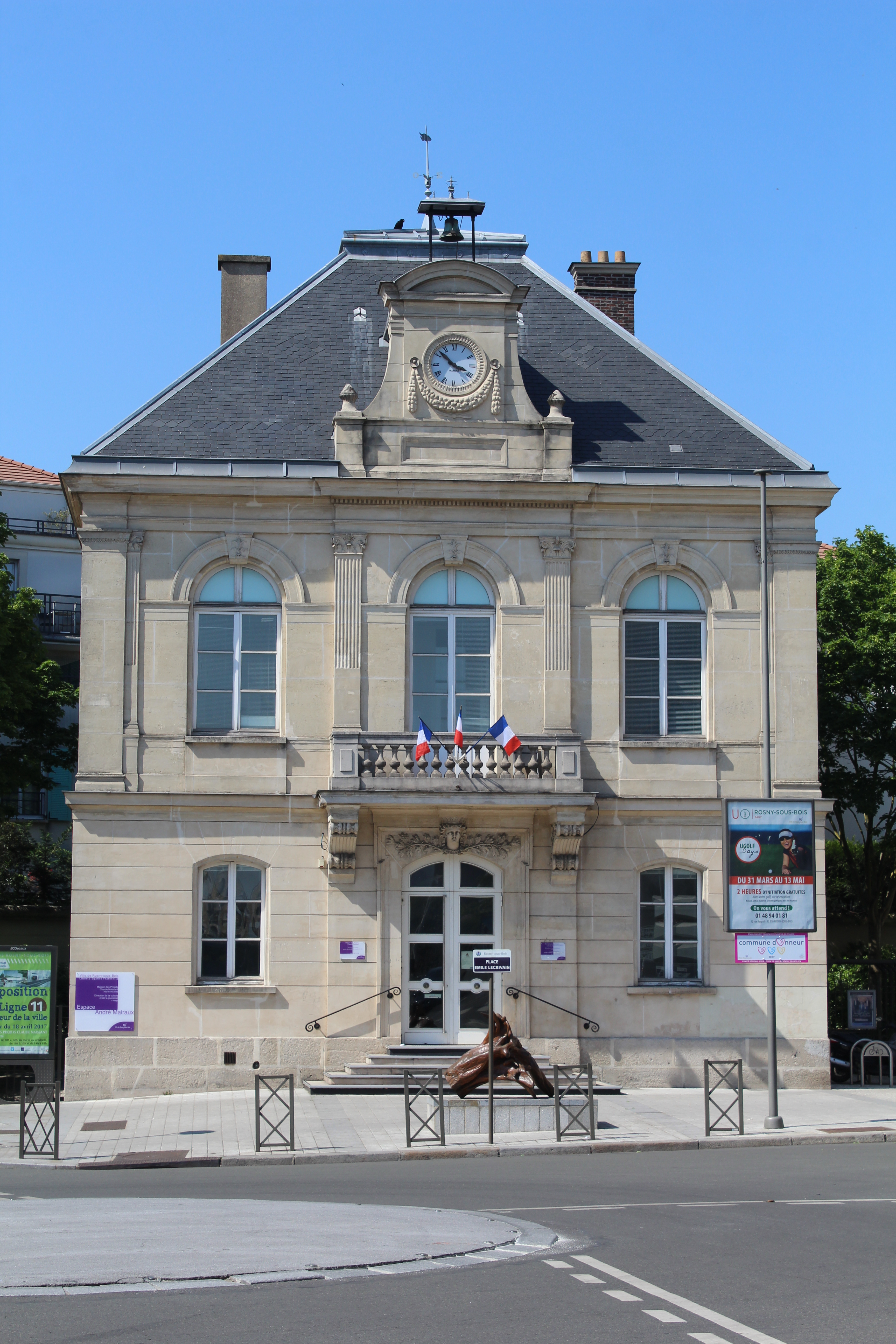
Ancienne mairie, Rosny-sous-Bois.

Cette place, traversé par la rue Paul-Cavaré, voit converger la rue du Maréchal-Maunoury, l'avenue de la République, la rue du Docteur-Seyer et la rue du Général-Gallieni.
Elle est desservie par la gare de Rosny-sous-Bois.

## Origine du nom
Cette place a été nommée en hommage à Émile Lécrivain, pilote de l'Aéropostale, mort en 1929 à bord d'un Latécoère 26-3R.

## Historique

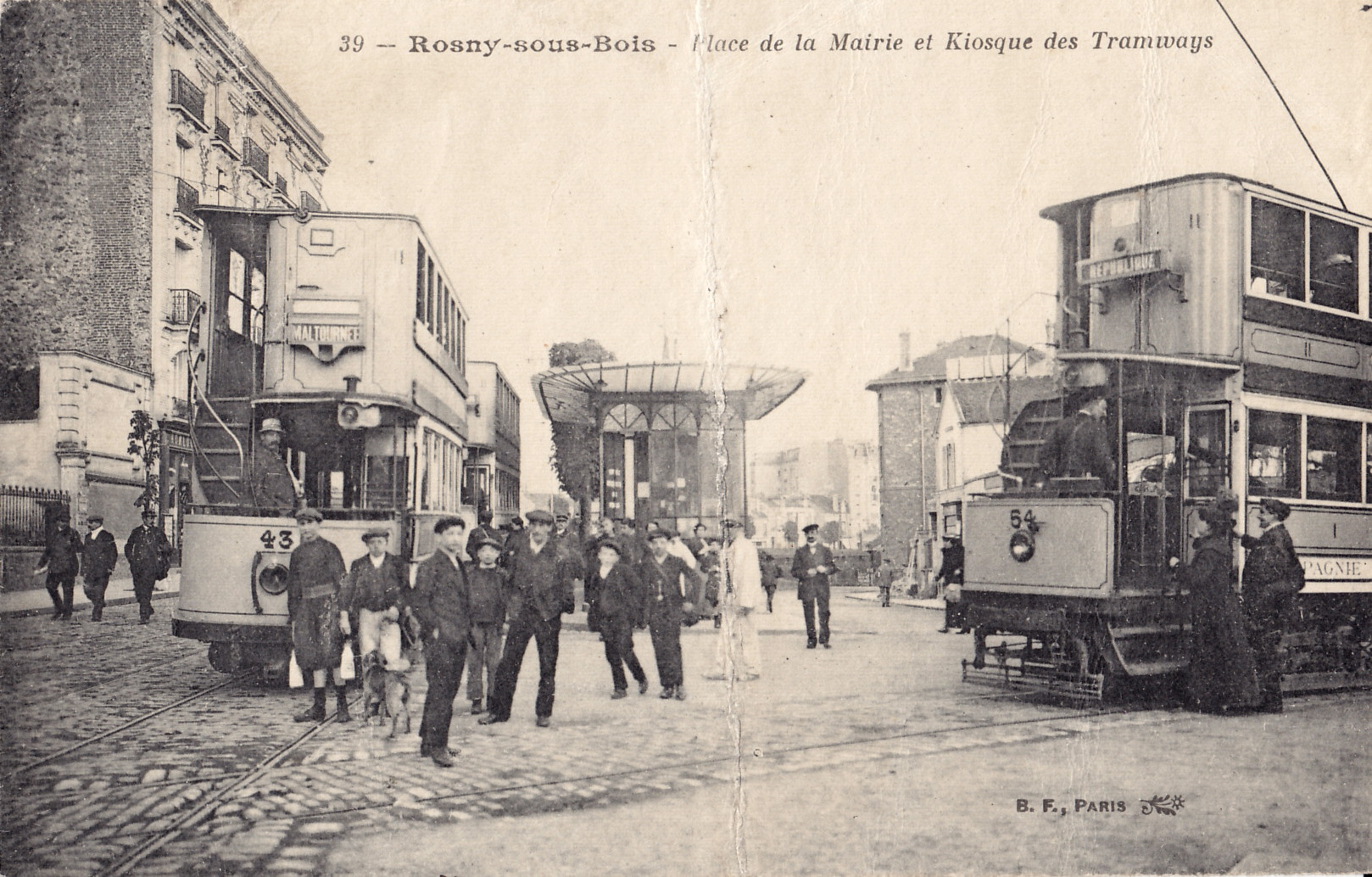
Place de la Mairie et kiosque des tramways, vers 1900.

Ce carrefour s'appelait autrefois place de la Mairie.
Une ligne de tramway la traversait autrefois, ouverte au début du XXe siècle par la Société des Chemins de Fer Nogentais, et portait le no 6. Lors de la fusion de ces compagnies en la Société des transports en commun de la région parisienne, elle devint la ligne no 118.

## Bâtiments remarquables et lieux de mémoire
- Ancien hôtel de ville, aujourd'hui le Centre Culturel André-Malraux[3]. Cette mairie fut construit en 1868, pour un budget de 70 000 francs. C'est un bâtiment de deux étages, sis au milieu d'un terrain de quatre-cents mètres carrés. À l'intérieur s'y trouvaient le bureau du maire, une salle des commissions, une salle des mariages et le logement du concierge[4].